# Facteur d'absorption
En optique, et en particulier en photométrie, le facteur d’absorption désigne le rapport entre le flux lumineux absorbé {\displaystyle \scriptstyle \phi _{a}} et le flux lumineux incident {\displaystyle \scriptstyle \phi _{0}}, :
Il peut être mesuré autour d'une longueur d'onde donnée ou sur l'ensemble du domaine du visible. 
Contrairement à la transmittance, équivalente au facteur de transmission {\displaystyle \tau }, et à la réflectance, équivalente au facteur de réflexion {\displaystyle \rho }, l'absorbance a une définition différente de celle du facteur d'absorption. En anglais, le facteur d'absorption est appelé absorptance, et en français, on peut également l'appeler absorptivité, bien que ce terme soit utilisé principalement dans le contexte des transferts radiatifs.
En acoustique, et en particulier en acoustique architecturale, le facteur d'absorption d'une paroi — parfois nommé coefficient d'absorption — est le rapport de l'intensité acoustique qui n'est pas réfléchie {\displaystyle I_{a}} (absorbée et transmise) sur l'intensité acoustique incidente {\displaystyle I_{0}} : 